# Sonia Alins Miguel
Sonia Alins Miguel   (Lleida, 1 de juliol de 1974) és una artista plàstica i il·lustradora catalana. El 2022, va rebre la Medalla d'Or al concurs internacional Illustrators 64, atorgada per la Societat d'Il·lustradors de Nova York per The Beautiful Red Reefs, la seva aportació a la sèrie de quaderns «Studio Collection», de Moleskine, en què va col·laborar amb diversos il·lustradors internacionals.

## Biografia
Va estudiar Belles Arts a la Universitat de Salamanca, on el 1997 va llicenciar-se en l'especialitat de disseny gràfic. L'any 2009, va completar un postgrau sobre il·lustració a l'Escola Massana. El 1998 va començar a treballar a Madrid com a il·lustradora professional al seu propi estudi, Alins ilustración, juntament amb la seva parella, Juanjo Barco.
L'any 2003 va tornar a la seva ciutat natal, des d'on continua la seva carrera professional. El 2011, va rebre el Premi Junceda, concedit per l'Associació Professional d'Il·lustradors de Catalunya, al millor llibre infantil de ficció per La princesa i el drac, i el 2013 va tornar a guanyar el Premi Junceda, aquest cop al millor projecte educatiu il·lustrat pels contes audiovisuals creats per a les escoles d'art Artspire de Shanghai.
El 2014 va exposar per primera vegada la seva producció artística en una exposició compartida amb l’artista Mentxu Fernández a la galeria Espai Cavallers de Lleida, mostrant a les seves obres un univers oníric ple de poesia gràfica i amb la dona com a protagonista absoluta. El 2021, va exposar per primera vegada de forma individual fora del país, a la galeria d'art Contemporary by U de Taipei. Sota el títol «Oceanids», va mostrar el seu interès per conceptes de feminitat, maternitat i natura.

## Obra
El llenguatge artístic de Sonia Alins està íntimament relacionat amb el surrealisme i la poesia visual, amb una obra vinculada tant a les seves experiències vitals com oníriques. Les protagonistes de les seves creacions són gairebé sempre dones, que connecten amb la iconografia femenina del romanticisme (com les odalisques de Jean Auguste Dominique Ingres i l'Ofèlia de John Everett Millais), amb el moviment art déco de Tamara de Lempicka o amb el simbolisme de Gustav Klimt.
Des de 2016, el seu treball artístic se centra en la creació de peces on el dibuix va més enllà de les dues dimensions, amb collages fets de capes transparents i altres materials (teixits, plomes, llana, paper o plàstic), que troben inspiració en l'art d'Yves Klein i les creacions de Joseph Cornell, i que serveixen a l'autora per crear peces amb atmosferes etèries i una subtil representació de tridimensionalitat.
La seva col·lecció més reconeguda, «Dones d'aigua», és una sèrie de peces subtils i delicades que mostren figures compactes de grans proporcions, molt expressives, que emergeixen d'un medi aquàtic indefinit. Alins juga amb la idea de transparència i desenfocament, establint diferents nivells de percepció i proporcionant profunditat a les peces gràcies a una combinació planificada i minimalista dels materials. Per a l'artista, l'aigua és una força sobrenatural i poderosa, capaç de generar angoixa, dolor i desesperació, de la mateixa manera que pot ser també una font de felicitat, alegria, pau interior i amor. En les seves obres, Alins utilitza l'aigua com a mitjà d'expressió dels sentiments de les seves protagonistes i de si mateixa.